# Donnell Harvey
Donnell Eugene Harvey (* 26. August 1980 in Shellman, Georgia) ist ein US-amerikanischer Basketballspieler. Er absolvierte seine Collegelaufbahn bei den Florida Gators. 2000 wurde Harvey als 22. Spieler von den New York Knicks gedraftet und wurde kurz darauf zusammen mit John Wallace für Erick Strickland und Pete Mickeal nach Dallas getradet.

## NBA-Laufbahn
Harvey konnte sich seinen Traum erfüllen, er schaffte es in das Team der Dallas Mavericks. Allerdings wurde seine Rookie-Saison zum Desaster: Er bekam kaum Spielzeit und verbuchte nur 1,2 Punkte. Ein guter Start sieht anders aus! In der Saison 2001/02 war er zunächst weiterhin erfolglos in Dallas unterwegs, bevor zur zweiten Saisonhälfte zu den Denver Nuggets getradet wurde. Der Wechsel entpuppte sich für ihn als Glücksfall, Harvey lieferte mit 8 Punkten und 6.2 Rebounds ansprechende Leistungen ab. In der kompletten Saison 2001/02 erreichte er 5,8 Punkte sowie 4,8 Rebounds. In der folgenden Saison gelangen ihm ordentliche 7,9 Punkte und 5,3 Rebounds. In der Offseason wechselte Harvey zu den Orlando Magic. Dieser Wechsel entpuppte sich im Nachhinein aber nicht als förderlich: Donnell Harvey wurde nach einem halben Jahr wieder entlassen und unterschrieb bei den Phoenix Suns. Über die gesamte Saison gesehen kam er auf 4 Punkte und 2,7 Rebounds. Zur Saison 2004/05 wechselte er an die Ostküste zu den New Jersey Nets. Bei den Nets erhielt Harvey fast keine Spielzeit (ganze 5,3 Minuten pro Spiel). Bei seinen seltenen Spielgelegenheiten markierte er immerhin noch 2,7 Punkte und 2,3 Rebounds. Dennoch erhielt er seither keinen Vertrag mehr in der NBA.

## Zeit in Europa
Donnell Harvey setzte mangels Alternativen seine Karriere in Europa fort, unter anderem beim türkischen Verein Banvit B.K. Im Sommer 2008 wagte Harvey überraschend den Sprung zurück nach Nordamerika, er stand im Kader der Charlotte Bobcats für die NBA Summer League. Der Sprung in das Endkader der Bobcats blieb ihm allerdings verwehrt.